# Коржи (Сумская область)
Коржи (укр. Коржі) — село, Роменская городская община, Роменский район, Сумская область, Украина.
Код КОАТУУ — 5924185401. Население по переписи 2001 года составляло 831 человек .

## Географическое положение
Село Коржи находится на берегу безымянного ручья, который через 2 км впадает в реку Сула, выше по течению реки Сула на расстоянии в 0,5 км расположено село Садовое.

## Происхождение названия
По распространённой среди жителей села легенде, оно было основано казаком по имени Корж, переселившимся сюда с сыновьями из Запорожской Сечи.

## История
- Село Коржи известно с начала XVIII века - первое упоминание о нём в архиве относится к 1712 году. Предположительно было основано в конце XVII века в период Руины.
- Вблизи села Коржи обнаружены курганные могильники скифских времён (VII–III вв. до н.э.), поселения черняховской культуры (II-VI вв.) и древнерусское городище.

## Объекты социальной сферы
- Школа, основана в 1905 году, действует до сих пор. В 2005 году в селе отмечалось её 100-летие.